# Kerrera
Kerrera ist eine schottische Insel. Sie ist Teil der Inselgruppe der Inneren Hebriden und gehört administrativ zur Council Area Argyll and Bute. Auf kommunaler Ebene zählt die gesamte Insel zum Community Council District Oban.
Kerrera ist nur durch den wenige hundert Meter breiten Kerrera-Sund von der schottischen Küste getrennt. Die längliche Insel weist eine Länge von maximal 7,2 km bei einer Breite von höchstens 2,3 km auf. Sie schirmt die Bucht Oban Bay, an welcher die Stadt Oban gelegen ist, zur Seeseite hin ab. Der höchste Punkt der Insel ist der Hügel Carn Breugach mit einer Höhe von 189 m. Kerrera ist durch eine Fähre mit dem Festland verbunden.

## Geschichte
Die Geschichte Kerreras ist mit dem Clan MacDougall verknüpft, der sie im 12. Jahrhundert in Besitz nahm. Der schottische König Alexander II. versammelte im Zuge der Vorbereitungen zur Invasion der Hebriden seine Flotte in der Horseshoe Bay an der Südküste der Insel. Vor Abschluss der Maßnahme wurde er jedoch fiebrig und verstarb am 8. Juli 1249 auf Kerrera. Im Jahre 1263 hielt der norwegische König Håkon IV. eine Versammlung mit den Hauptleuten der Hebridenclans auf Kerrera ab. Im 16. Jahrhundert errichtete die MacDougalls dort mit Gylen Castle ihren Stammsitz. Im Jahre 1647 kam es zur Belagerung der Burg, in deren Folge die Covenanters unter General Leslie das Gebäude niederbrannten und die Bewohner töteten. Gylen Castle wurde anschließend zu keiner Zeit mehr bewohnt und verfiel zusehends. Die heute erhaltenen Ruinen sind als Scheduled Monument geschützt. Zu Beginn des 19. Jahrhunderts lebten rund 200 Personen auf Kerrera. Nachdem die Bevölkerungszahl bis 1971 auf 27 gesunken war, lebten im Jahre 2011 dort wieder 34 Personen.